# Одни и другие
«Одни и другие» (фр. Les Uns Et Les Autres) — фильм режиссёра Клода Лелуша, Франция, 1981 год. Эпическая музыкальная драма о 50-летнем периоде (1930—1980) в истории Европы. В американском прокате получил название «Болеро» (англ. Boléro) по произведению Мориса Равеля, служащему лейтмотивом картины.

## Сюжет
Эпиграф к фильму: 
В жизни человечества есть всего две-три истории, и они повторяются так, словно происходят впервые.
Фильм прослеживает судьбу нескольких семей из Советского Союза, Франции, Германии и США с середины 1930-х до начала 1980-х годов. Не всегда взаимосвязанные событий в каждой семье объединены общим стержнем — историей Европы этого периода, и выражены языком танца и вокала. Многие актёры играют несколько ролей (родителей, детей, внуков) в различном возрасте.
- 1936 год, Москва, Большой театр. Идёт набор балерин в труппу. Одна из них — Татьяна, знакомится с Борисом Ито́вичем — солистом театра. Вскоре они играют свадьбу.
- 1937 год, Париж, Фоли-Бержер. Во время выступления с аллюзией на номер Жозефины Бейкер умирает пожилой пианист. Конкурсный отбор проходит молодой аккомпаниатор Симон Мейер. Он влюбляется в скрипачку из оркестра Анну. Вскоре они играют свадьбу.
- Германия. Молодой пианист Карл Кремер на приёме у Гитлера исполняет Сонату № 14 Бетховена. Рейхсканцлер благодарит музыканта. Восторженный Карл бежит домой к молодой жене Магде с криками: «У фюрера есть душа!»
- 1939 год, Нью-Йорк. В прямом радиоэфире — джаз Джека Гленна и его оркестра. Он объявляет о том, что его жена Сюзанна недавно родила ему дочь Сару. Трансляция прерывается информацией о вторжении Германии в Польшу.
- 1940 год. По улицам Парижа марширует немецкий военный оркестр, которым дирижирует Карл Кремер. На фоне парадного марша за кадром он читает своё письмо жене о безмятежности западного фронта и странной приветливости французов к оккупантам.
- 1941 год, Москва. Борис Итович уходит на фронт.
- 1941 год. Семью Майеров, как и тысячи других парижских евреев, в товарном вагоне отправляют в неизвестном направлении. Предполагая худшее, Симон привязывает к ножке грудного сына золотые обручальные кольца и на остановке опускает ребёнка на рельсы в канализационное отверстие в полу последнего вагона. Мальчика находит местный житель и, оставив ценности себе, подбрасывает его в отдалённую церковь.
- 1942 год, Сталинград. Борис Итович, утопая на марше в осенней распутице, как молитву читает «Жди меня» Симонова.
- 1944 год. Американец Джек Гленн с оркестром даёт в Лондоне концерты войскам союзников. Кадр меняется, тот же оркестр играет джаз уже на улицах освобожденной Франции.
- Начало 1945 года. Джека Гленна семья и друзья-музыканты встречают дома. На фоне этого ликования и веселья его соседям зачитывают соболезнование правительства США по поводу гибели их сыновей при десанте в Нормандии.
- 1945 год. Париж, вокзал. Прибывает очередной поезд с освобождёнными из немецких лагерей французами. На нём из Польши приезжает Анна Мейер. С другого пути в Германию отправляется поезд, на котором возвращается отбывший минимальное заключение военный музыкант Карл Кремер. Становится известно, что Симон Мейер сожжён в концлагере. Его жена предпринимает тщетные попытки найти ребёнка. Одновременно другую француженку — Эвелин, певичку из кабаре, толпа подвергает различным унижениям за сожительство с немецкими офицерами. Она уезжает в провинцию, оставляет грудную дочь на попечение деда и бабушки и кончает жизнь самоубийством.
- Проходит 20 лет. Подросшая дочь Эвелин — Эдит приезжает в Париж. Одновременно на вокзале родственники встречают большую группу французских солдат, вернувшихся из Алжира. По перрону проходит живой Симон, которого друзья окликают Робером Пратом. Очевидно, что это сын Мейеров.
- Семья Гленна разбивается на машине: Сюзанна насмерть, Джек — в тяжёлом состоянии. Карьеру матери певицы подхватывает дочь Сара.
- Ставший известным дирижёром Карл Кремер гастролирует по миру. В Нью-Йорке его ожидает удар — все билеты на концерт проданы, но на представление не является ни один зритель. Он с оркестром играет для двух музыкальных критиков и пустующих кресел. Обеспеченная еврейская диаспора США выкупила все билеты, но неявкой саботировала выступление, припомнив Карлу его службу в вермахте.
- 1964 год. Сын Татьяны и Бориса Ито́вичей Сергей — чрезвычайно успешный артист балета, гастролирующий в Париже. В день возвращения в СССР просит у французских властей политического убежища (аллюзия на Рудольфа Нуреева).
- Проходит ещё 20 лет. Роберт Прат становится успешным писателем и издаёт книгу, на обложке которой — его крупная фотография. Его разыскивают близкие и друзья Мейеров и открывают правду о его происхождении и страдании родителей.
- Середина 1980-х. Красный крест организует благотворительную акцию около Эйфелевой башни. Под нарастающий ритм Болеро Равеля танцует Сергей Борисович, аккомпанирует оркестр под управлением немца Карла Кремера, сопровождаемый мощным вокализом американки Сары Гленн. Среди зрителей — многие персонажи картины.

## В ролях
| - Рита Пульворд — Татьяна Ито́вич / Таня (внучка) - Хорхе Донн — Борис Ито́вич / Сергей (сын) - Робер Оссейн — Симон Мейер / Робер Прат (сын) - Николь Гарсиа — Анна Мейер - Даниэль Ольбрыхский — Карл Кремер - Маша Мерил — Магда Кремер - Джеймс Каан — Джек Гленн / Джейсон Гленн (сын) - Джеральдина Чаплин — Сюзанна Гленн / Сара (дочь) - Эвелин Буи — Эвелин / Эдит (дочь) - Марта Виллалонга — бабушка Эдит - Поль Пребуа — дедушка Эдит - Жан-Клод Боттье — Филипп Руже | - Франсис Хастер — Франсис - Раймон Пеллегрен — М. Реймон - Жан-Клод Бриали — директор Лидо - Фанни Ардан — Вероника - Жак Вильре — Жак - Ришар Боренже — Ришар - Александра Стюарт — Александра - Николь Кроисилль — Николь Кроисилль - Жинетт Гарсен — Жинетт - Жан-Пьер Кальфон — отец Антуан - Шарль Жерар — Шарло - Шэрон Стоун — девушка Гленна старшего |

## Критика
- Фредерик и Мари-Энн Брюсса, члены объединения New York Film Critics Online: «Точка зрения Лелуша состоит в том, что искусство (танцы, музыка, песня) является универсальным языком надежды, обновления и объединения. „Болеро“ — фильм со своими недостатками — он слишком затянут и слишком фрагментирован, — тем не менее, это значительная кинематографическая работа, которая чествует триумф духа человеческого»[1].
- Дуглас Пратт, обозреватель DVDLaser на rottentomatoes.com: «Песни, написанные Мишелем Леграном и Франсисом Лэем, исполнены в неизменно лучших традициях французской популярной музыки. Некоторые из танцевальных эпизодов впечатляют. Но когда они сменяются сценами, которые не связаны с музыкой, фильм начинает вязнуть»[2].

## Премии и награды
- Каннский кинофестиваль
  - 1981 — Победитель Technical Grand Prize[3]
  - 1981 — номинация на Золотую пальмовую ветвь — режиссёр Клод Лелуш

- Премия Сезар
  - 1982 — номинация за лучший фильм — режиссёр Клод Лелуш
  - 1982 — номинация за лучший монтаж — монтажёры Софи Бау́, Хьюго Дармуа
  - 1982 — номинация за лучшую музыку — композиторы Франсис Лэй, Мишель Легран
  - 1982 — номинация за лучший звук — Гараль Мори́

- Премия киноакадемии Японии
  - 1982 — номинация за лучший фильм на иностранном языке